# Hitchcock (Oklahoma)
Hitchcock – miasto w Stanach Zjednoczonych, w stanie Oklahoma, w hrabstwie Blaine.